# Punt da Rueun
Die Punt da Rueun (rätoromanisch für Rueuner Brücke) ist eine Holzbrücke bei Rueun (Gemeinde Ilanz/Glion) in der Surselva im Kanton Graubünden in der Schweiz. Sie ist die älteste gedeckte Holzbrücke des Kantons und steht unter kantonalem Denkmalschutz.
Die Brücke überquert den Vorderrhein etwas östlich des Bahnhofs von Rueun. An ihrem südlichen Ausgang mündet sie in den Polenweg, der von Ilanz nach Tavanasa führt.

## Geschichte

Siegfriedkarte, um 1900

Schon vor 1800 soll etwas weiter östlich bei St. Nikolaus eine Brücke bestanden haben. 1813 wurde westlich der heutigen Brücke auf der Höhe des Schmuerbaches eine weitere Brücke erstellt. Der Vertrag für die Punt da Rueun wurde am 28. Dezember 1839 von den Bauherren aus Bonaduz zum Preis von 5550 Florin unterschrieben; damals rund 435 Franken.
Über die Brücke wurden einerseits die Wiesen bei Pardiala bewirtschaftet bzw. das Vieh auf die Weide getrieben, anderseits war sie die Verbindung zum Weg, der hinauf nach Flond und Obersaxen führte.

## Bau
Die Fahrbahn besteht aus Längsbohlen, das Walmdach ist mit Holzschindeln gedeckt. Um 1960 wurden die 45 Zentimeter langen Schindeln mit Blech überdeckt. Das Blech wurde später entfernt und das Schindeldach wieder hergerichtet. Die Brücke ist mit senkrechten Brettern verschalt, die an den Widerlagern bis zu den Sprengwerken hinunter reichen und diese seitlich abdecken. Auf jeder Seite sind in der Mitte zwei kleine rechteckige Fenster ausgespart.

## Bilder

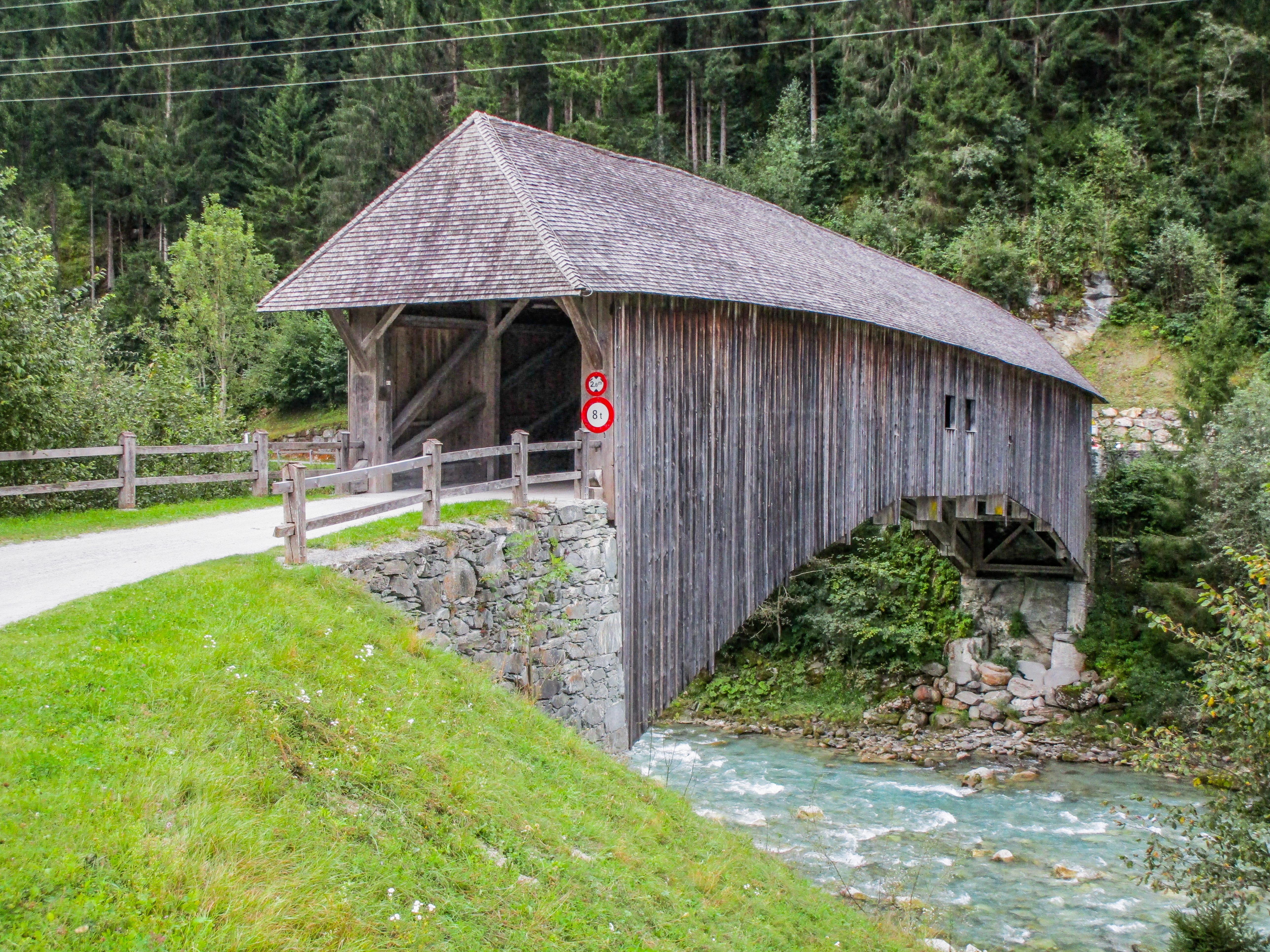
Ansicht von Nordwesten (linke Flussseite)
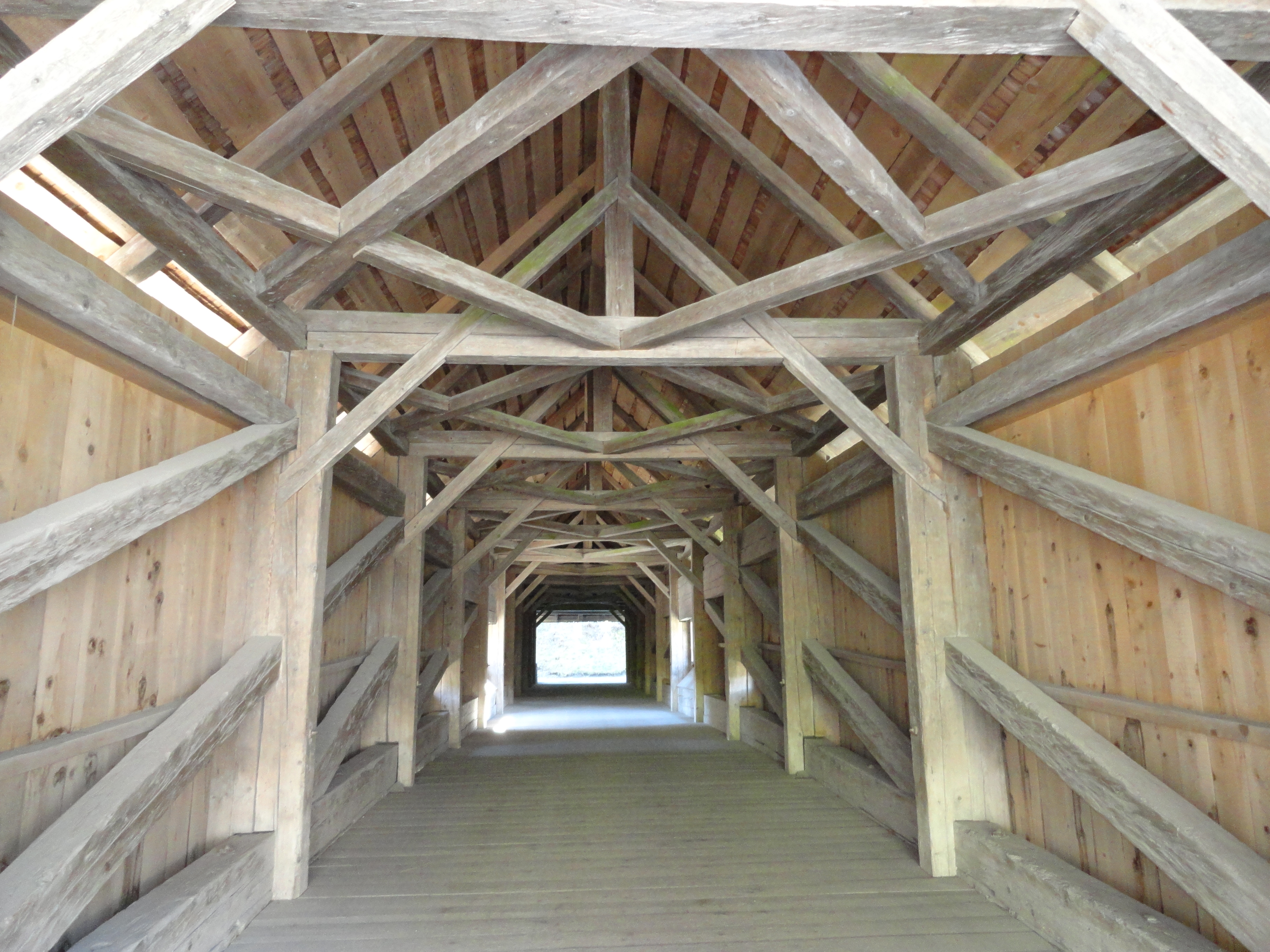
Innen
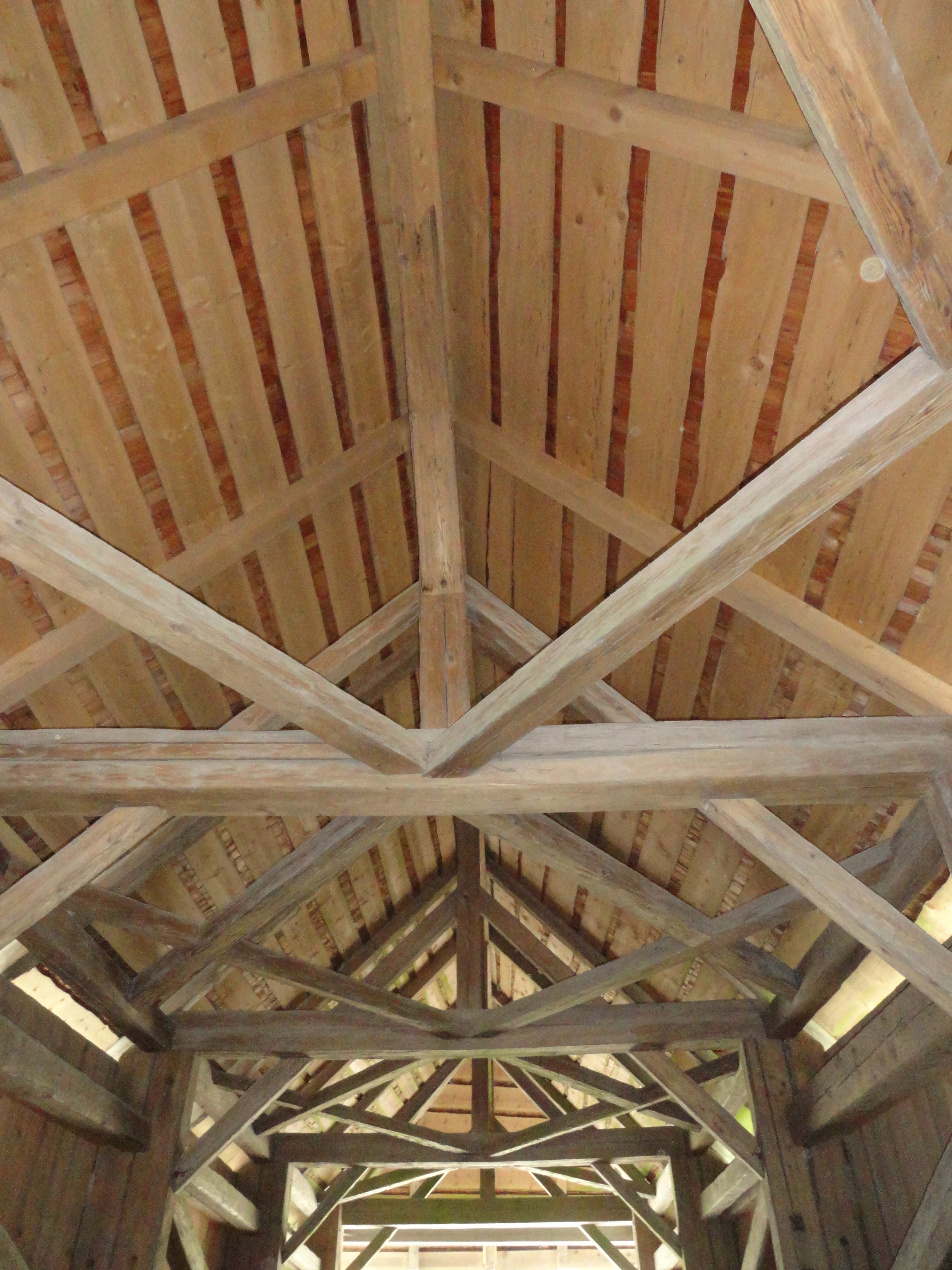
Dachstock
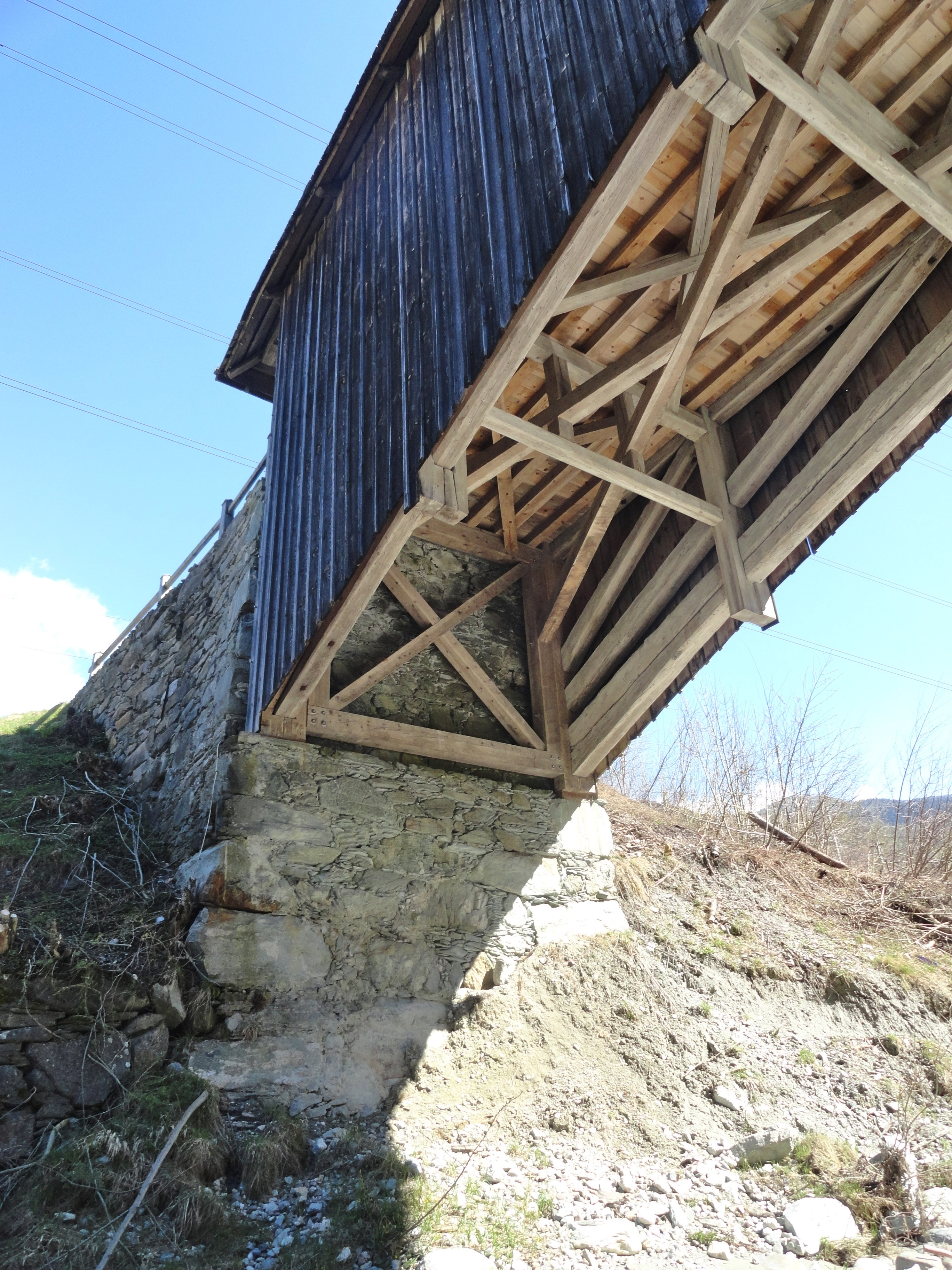
Nördliche Unterseite
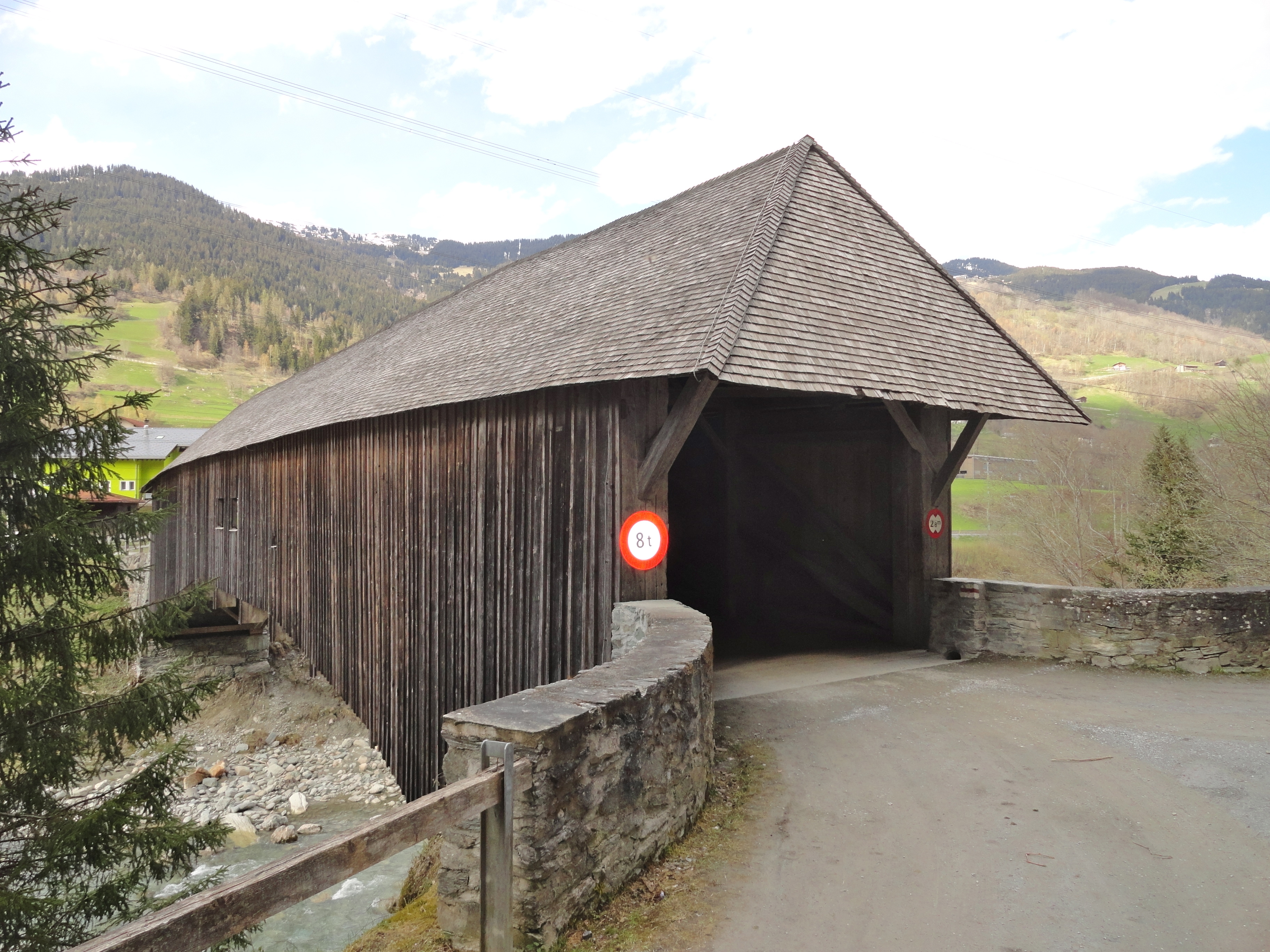
Ausgang zum Polenweg